# Poslední propadne peklu
Poslední propadne peklu je český film natočený režisérem Ludvíkem Rážou v roce 1982. Děj filmu se odehrává na počátku 17. století, krátce po Vpádu pasovských, a točí se okolo kouzelné lahvičky, která může splnit každému majiteli jedno přání. Ten je pak povinen ji prodat, ale za polovinu. Poslední, komu se ji nepodaří dál prodat, má podle pověsti propadnout peklu.

## Obsazení
| Michaela Kudláčková | Magdalena   |
| Ivan Vyskočil       | Matouš Psík |
| Bruno O'Ya          | Hoff        |
| Luděk Munzar        | Vaněk       |
| Josef Karlík        | Kryštof     |
| Dagmar Havlová      | Keruše      |
| Jiří Holý           | Kašehrnek   |
| Petr Haničinec      | Bartoš      |
| Martin Růžek        | Holoubek    |
| Boris Rösner        | Sepp        |
| Josef Somr          | Fyzikus     |
| Ota Sklenčka        | nový        |
| Petr Oliva          | Niklas      |
| Zdeněk Srstka       | Bastl       |
| Miroslav Moravec    | Poďobaný    |